# Frank J. Sprague
Frank Julian Sprague, född 25 juli 1857 i Milford, Connecticut, död 25 oktober 1934, var en amerikansk vetenskapsman, uppfinnare och officer. Han är mest känd för att ha utvecklat elektriska motorer, järnvägar och hissar. Hans arbete är speciellt viktigt för stadsplanering, bland annat för transporter i stora städer och för utvecklingen av skyskrapor med hjälp av hissar.
Han blev även känd under smeknamnet "Father of Electric Traction".

## Biografi
Sprague föddes i Milford, Connecticut år 1857 till David Cummings Sprague och Frances Julia King Sprague. Han gick på[när?] Drury High School i North Adams, Massachusetts, och utmärkte sig i matematik. 1874 gick Sprague på officershögskolan United States Naval Academy i Annapolis, Maryland. Han tog även examen där.